# ماتيس أبلين
ماتيس أبلين (مواليد 28 مارس 2003) هو لاعب كرة قدم فرنسي يلعب في مركز المهاجم في نادي ستاد رين.

## روابط خارجية
- ماتيس أبلين على موقع الاتحاد الأوربي (الإنجليزية)
- ماتيس أبلين على موقع قاعدة بيانات كرة القدم.إي يو (الإنجليزية)
- ماتيس أبلين على موقع Soccerbase.com (لاعب) (الإنجليزية)
- ماتيس أبلين على موقع Soccerway.com (الإنجليزية)
- ماتيس أبلين على موقع عالم كرة القدم.نت (الإنجليزية)